# Ochotnij Rjad
Ochotnij Rjad (ryska: Охотный ряд) "Jaktraden" är en tunnelbanestation på Sokolnitjeskajalinjen i Moskvas tunnelbana. Stationen ligger i centrala Moskva, nära Kreml. 
Stationen öppnades som en del av den ursprungliga Sokolnitjeskajalinjen (den första tunnelbanelinjen som byggdes i Moskva). Arkitekterna använde en silverglänsande marmor från Italien för att klä pylonerna, vilket är det enda dokumenterade fallet då importerat material använts i Moskvas tunnelbana.
Ochotnij Rjad har två vestibuler, den södra ligger i Hotell Moskvas bottenvåning och den norra (som delas med Teatralnaja) finns i en byggnad i hörnet av gatorna Tverskaja och Ochotnij Rjad (Jaktraden).

## Omdöpningar
Ochotnij Rjad är den station i Moskvas tunnelbana som bytt namn flest gånger. Den var från början tänkt att heta Ochotnijrjadskaja men öppnades med namnet Ochotnij Rjad. Den 25 november 1955 döptes stationen om till Imeni Kaganovitja för att hedra Lazar Kaganovitj, 1957 fick stationen dock tillbaka sitt tidigare namn. 1961 döptes stationen om till Prospekt Marksa (stationen har fortfarande ett mosaikporträtt av Karl Marx. Den 5 juni 1990 döptes stationen än en gång om till sitt ursprungsnamn.

## Byggandet av stationen
Byggandet av Ochotnij Rjad innebar ett antal tekniska utmaningar. Uppgiften att kila in en tunnelbanestation i det trånga utrymmet mellan två stora byggnader (Hotell Moskva och det som idag är Statsduman) på ett djup av endast åtta meter utan att skada byggnadernas grundvalar, komplicerades ytterligare av de svåra markförhållandena i området, inklusive ett flertal underjordiska vattenkanaler. Stationen byggdes med den så kallade "tyska" metoden som bestod i att stationens väggar byggdes ovan jord och sedan sänktes ned i byggarbetsplatsen, vilket gjorde att grundvalarna stagades upp under det efterföljande byggandet av stationens valv och pyloner.
Stationen var ursprungligen planerad som en tvåvalvsstation liknande många av Londons tunnelbanestationer, men Lazar Kaganovitj, som var ansvarig för Metroprojektet vid denna tidpunkt, insisterade på att designen skulle ändras till en trevalvsstation efter att 20 meter tunnel redan hade borrats. Ett stort bakslag inträffade när ackumulerat regnvatten bröt igenom valvet innan det förseglats helt, och stationen översvämmades. Även om ingen skadades i olyckan, måste bygget stoppas medan skadan reparerades.

## Byten
På Ochotnij Rjad kan man byta till Teatralnaja på Zamoskvoretskajalinjen.